# Trouble de la personnalité anankastique
Ne doit pas être confondu avec Trouble obsessionnel compulsif.
 Mise en garde médicale
Le trouble de la personnalité anankastique (ou trouble de la personnalité obsessionnelle-compulsive) est un désordre psychologique caractérisé par une préoccupation excessive pour l'ordre, le perfectionnisme, le contrôle mental et interpersonnel, et ce aux dépens d'une souplesse d'ouverture et d'efficacité. Il est listé comme trouble de la personnalité dans les 9e et 10e éditions de la Classification internationale des maladies.  La 9e édition incluait cela dans la définition du trouble de la personnalité obsessionnel-compulsif, mais la 10e édition en fait deux diagnostics distincts,. La personnalité anankastique se caractérise par des pensées obsessionnelles et des actes compulsifs récurrents dans lesquels le patient tente en vain de résister aux choses qu'il aime.   
Le trouble de la personnalité obsessionnelle-compulsive est l'un des troubles de la personnalité les plus fréquents en population générale, on estime sa prévalence entre 2,1 et 7,9 %. Le diagnostic est posé deux fois plus souvent chez les hommes que chez les femmes.

## Critères

### DSM-IV
Selon le Manuel diagnostique et statistique des troubles mentaux de l'Association américaine de psychiatrie (AAP), le trouble de la personnalité anankastique est un mode généralisé de préoccupation pour l'ordre, le perfectionnisme, le contrôle mental et interpersonnel, et ce aux dépens d'une souplesse d'ouverture et d'efficacité, représenté par au moins quatre des huit manifestations suivantes :
- sa préoccupation pour les détails, règles, inventaires et organisations au point que le but principal de l'activité soit perdu de vue ;
- le perfectionnisme qui entraîne l'inachèvement des tâches ;
- la dévotion excessive pour le travail et la productivité à l'exclusion des loisirs et des amitiés ;
- le sujet est trop consciencieux, scrupuleux et rigide sur des questions de morale, d'éthique ou de valeur ;
- l'incapacité à jeter des objets usés, même s'il n'y a aucune valeur sentimentale ;
- sa réticence à déléguer des tâches, à travailler avec autrui à moins que les autres ne se soumettent totalement à sa manière de faire les choses ;
- le sujet est avare pour l'argent, pour lui-même et pour les autres ;
- il se montre rigide et têtu.

## Diagnostics différentiels
Les diagnostics différentiels sont le trouble obsessionnel compulsif, la thésaurisation pathologique (syllogomanie), les autres troubles de la personnalité et traits de personnalité, la modification de la personnalité due à une autre affection médicale et les troubles de l'usage d'une substance.

## Prise en charge médicale
La prise en charge inclut des traitements pharmacologiques et psychothérapeutiques. 
Des résultats préliminaires montrent l'efficacité des carbamazépine et fluvoxamine dans la réduction des traits de la personnalité obsessionnelle-compulsive chez les patients souffrant uniquement de ce trouble et du citalopram chez les patients ayant également des symptômes dépressifs. En 2015, il reste un besoin pour des essais randomisés contrôlés chez les patients avec uniquement ce trouble de la personnalité.
Les psychothérapies sont utilisées pour la prise en charge de ce trouble. En 2015, la plupart des études récentes étudient l’efficacité des thérapies cognitivo-comportementales ; sont également évaluées dans la littérature scientifique la schémathérapie et la psychothérapie interpersonnelle.